# Johan Friele
Johan Mohr Friele (født 29. november 1866 i Bergen, død 1. oktober 1927 smst) var en norsk sejler, som deltog i OL 1920 i Antwerpen.
Ved OL 1920 deltog Friele i 12-meter klassen (1919 regel) i båden Heira II, og da denne båd var eneste deltager, var guldmedaljen sikker, da båden gennemførte de tre sejladser. Olaf Ørvig, Thor Ørvig, Erik Ørvig, Arthur Allers, Christen Wiese, Martin Borthen, Egill Reimers og Kaspar Hassel udgjorde bådens øvrige besætning.